# Acruroperla atra
Genre
Espèce
Synonymes
- Pteronarcella atra Šámal, 1921
- Tasmanoperla ruficosta Tillyard, 1924

Acruroperla atra est une espèce d'insectes plécoptères de la famille des Austroperlidae, la seule du genre Acruroperla.

## Distribution
Cette espèce est endémique d'Australie.

## Publication originale
- Šámal, J. 1921 : O nekterych novych a malo znamych druzich plecopter asijsko australske oblasti. Časopis Československé Společtnosti Entomologické, vol. 18, p. 14-24 & 58-71.
- Illies, J. 1969 : Revision der Plecopterenfamilie Austroperlidae. Entomologisk Tidskrift, vol. 90, p. 19-51.